# قوة الطوارئ الأولى التابعة للأمم المتحدة
قوة الطوارئ الأولى التابعة للأمم المتحدة (بالانجليزية: United Nations Emergency Force - UNEF I) هي أول قوة لحفظ السلام في الشرق الأوسط أنشأتها الجمعية العامة للأمم المتحدة لضمان إنهاء العدوان الثلاثي بالقرار 1001 (ES-I) في 7 نوفمبر 1956. تم تطوير القوة إلى حد كبير نتيجة للجهود التي بذلها الأمين العام للأمم المتحدة داغ همرشولد واقتراح وجهد من وزير الشؤون الخارجية الكندي ليستر بولز بيرسون الذي فاز فيما بعد بجائزة نوبل للسلام. وقد وافقت الجمعية العامة على خطة  قدمها الأمين العام للأمم المتحدة تتضمن نشر قوة الأمم المتحدة على جانبي خط الهدنة.

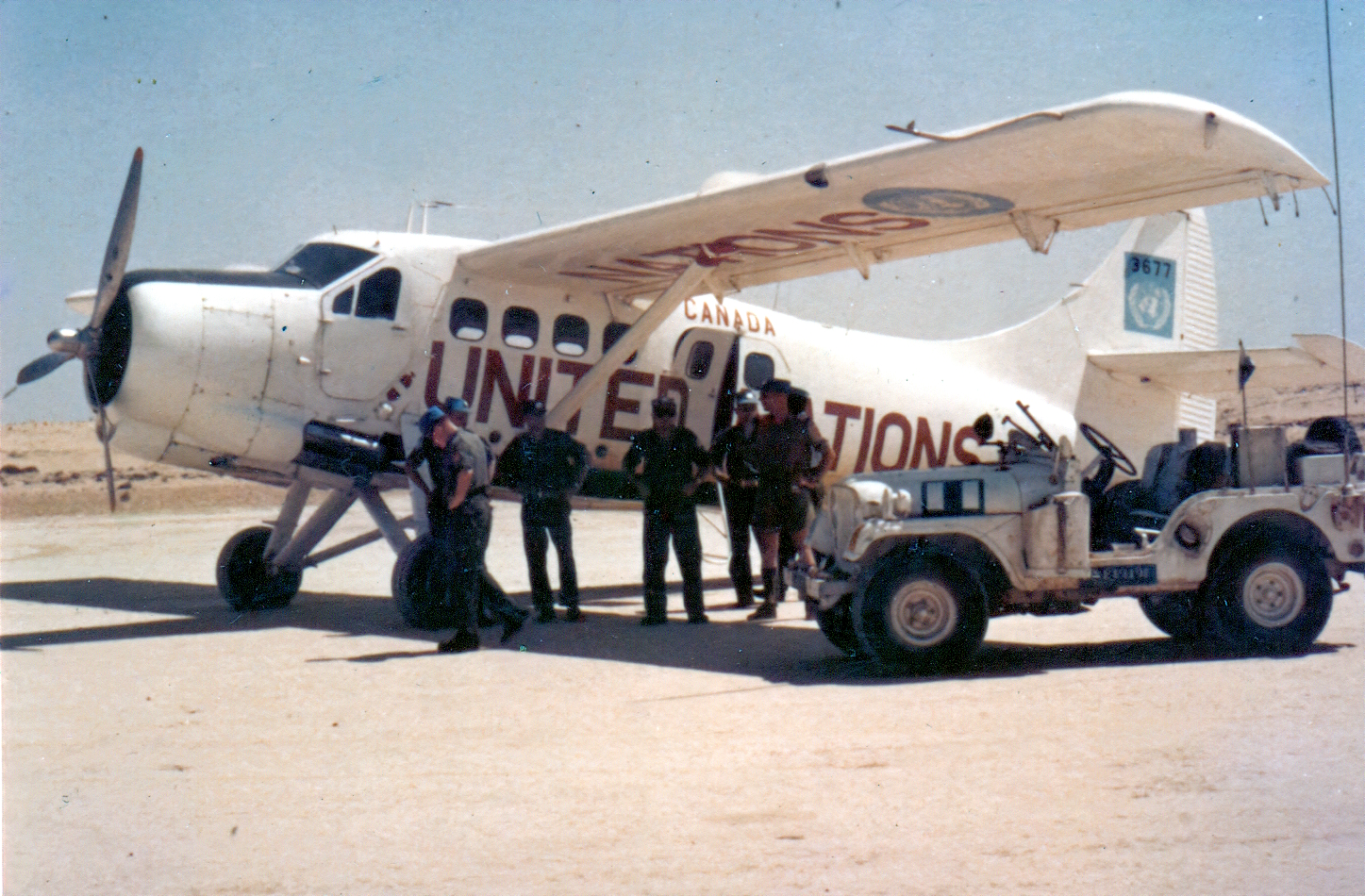
طاقم لقوة الطوارئ الأولى - سيناء 1967

بعد حرب أكتوبر 1973 تم نشر قوة الطوارئ الثانية التابعة للأمم المتحدة (UNEF II) من أكتوبر 1973 إلى يوليو 1979.

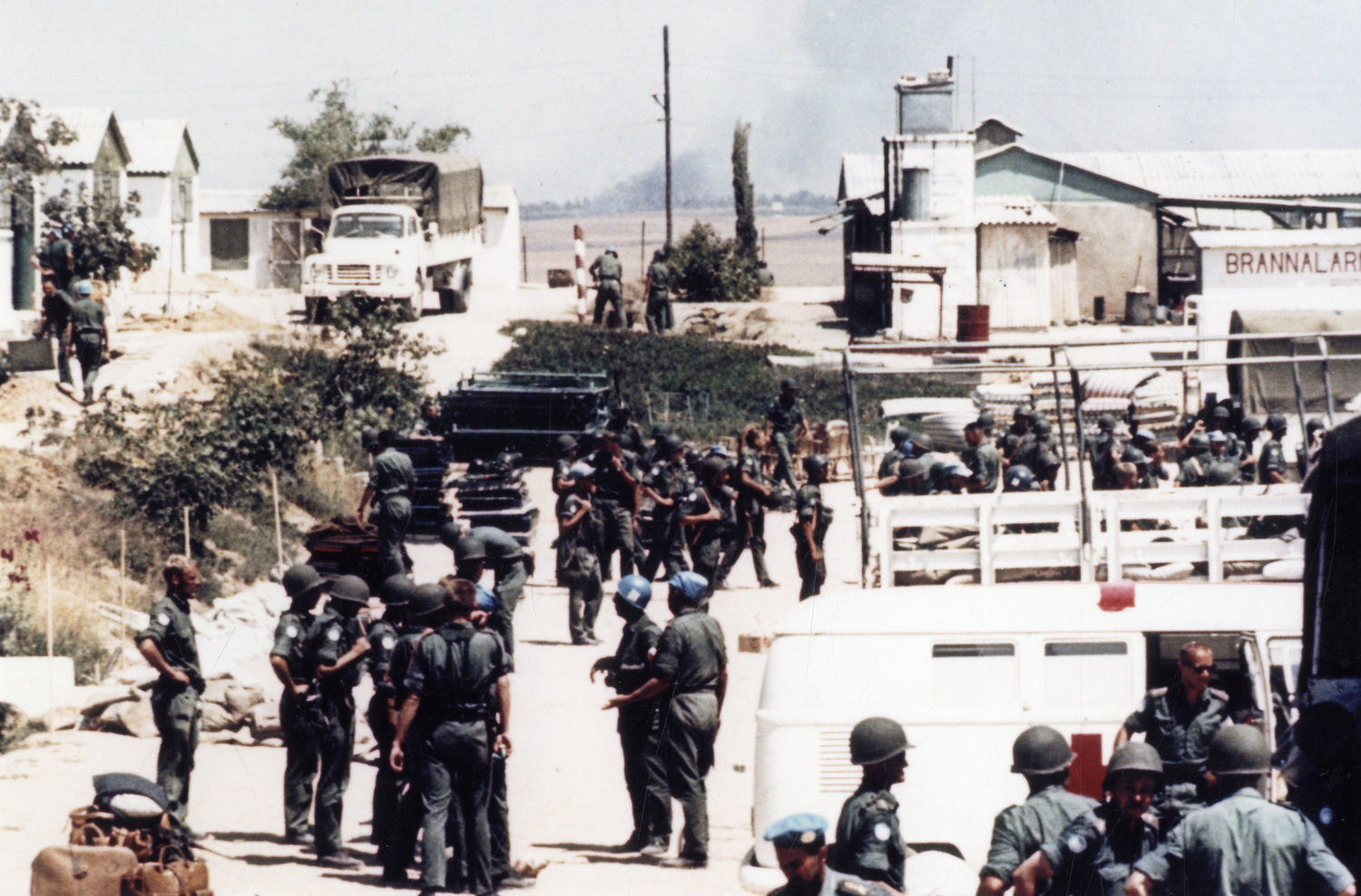
جنود حفظ السلام السويديون يخلون مواقعهم في هضبة 88 خلال حرب الأيام الستة

كانت قوة الطوارئ هي أول قوة عسكرية من نوعها تابعة للأمم المتحدة، وكانت مهمتها المنصوص عليها:

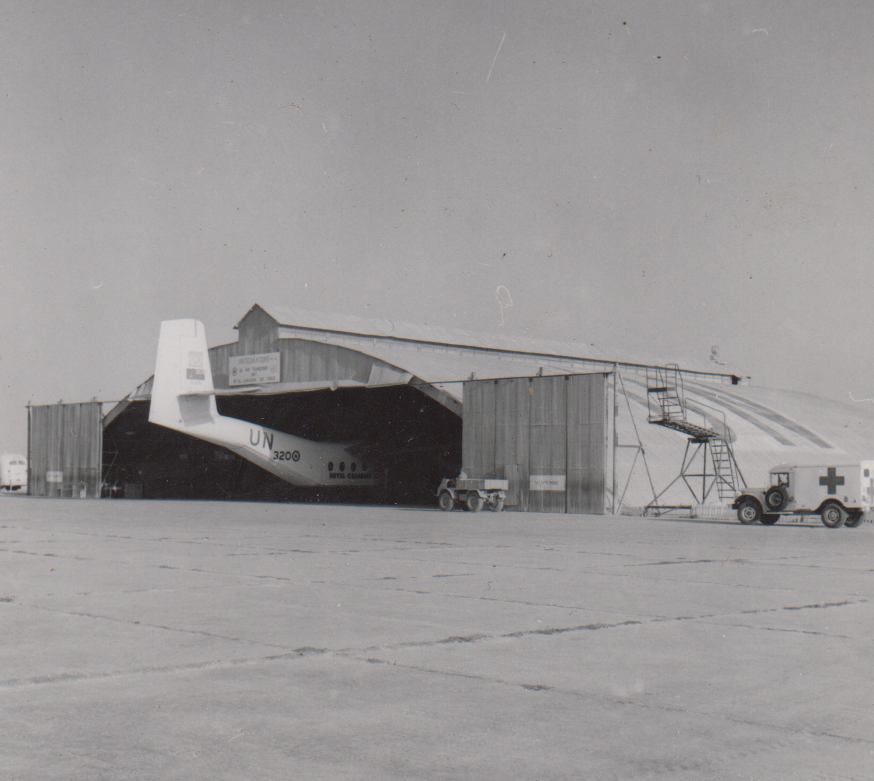
قوات الطوارئ - العريش 1962

... دخول الأراضي المصرية بموافقة الحكومة المصرية، من أجل المساعدة في الحفاظ على الهدوء أثناء وبعد انسحاب القوات غير المصرية وضمان الامتثال للشروط الأخرى المنصوص عليها في القرار ... لتغطية منطقة تمتد تقريبًا من قناة السويس إلى خطوط ترسيم الهدنة الموضوعة في اتفاقية الهدنة بين مصر وإسرائيل.

## التاريخ
تشكلت قوة الطوارئ تحت سلطة الجمعية العامة وكانت خاضعة لفقرة السيادة الوطنية من الفقرة الثانية من المادة الثانية من ميثاق الأمم المتحدة. وضع اتفاق بين الحكومة المصرية والأمين العام، اتفاقات حسن النية، أو مذكرة حسن النية،  قوة اليونيف في مصر بموافقة الحكومة المصرية.
نظرًا لأن قرارات الأمم المتحدة التنفيذية لم تصدر بموجب الفصل السابع من ميثاق الأمم المتحدة ، فقد كان يتعين على مصر وإسرائيل الموافقة على النشر المخطط لقوات عسكرية. رفض رئيس الوزراء الإسرائيلي استعادة خطوط الهدنة لعام 1949 وذكر أنه تحت أي ظرف من الظروف توافق إسرائيل على نشر قوات الأمم المتحدة على أراضيها أو في أي منطقة احتلتها. بعد مفاوضات متعددة الأطراف مع مصر، كان الشرط الإلزامي لمشاركة فرقة من دولة ما في قوات حفظ السلام هو موافقة جميع أطراف النزاع، وفي هذا الصدد تم رفض ترشيحات جميع دول الشرق الأوسط، واعترضت مصر على استخدام قوات حفظ السلام من باكستان، والتي كانت قيادتها تنتقد القيادة المصرية، عرضت إحدى عشرة دولة المساهمة في قوة على الجانب المصري من خط الهدنة وهم: البرازيل ، كندا ، كولومبيا ، الدنمارك ، فنلندا ، الهند ، إندونيسيا ، النرويج ، السويد ، ويوغوسلافيا . تم تقديم الدعم أيضًا من قبل الولايات المتحدة وإيطاليا وسويسرا . وصلت القوات الأولى إلى القاهرة في 15 نوفمبر، وكانت قوة الأمم المتحدة في لبنان بكامل قوتها وتعدادها 6000 فرد بحلول فبراير 1957 (أقصى قوة مسجلة قدرها 6073 ، في الستينيات انخفض عدد موظفي الوحدات، وانخفض إلى أقل من 4000 بحلول عام 1966) تم نشر القوة بالكامل في مناطق محددة حول القناة، في سيناء وغزة عندما سحبت إسرائيل آخر قواتها من رفح في 8 مارس 1957. سعى الأمين العام للأمم المتحدة إلى نشر قوات الطوارئ على الجانب الإسرائيلي من خطوط الهدنة لعام 1949 ، لكن إسرائيل رفضت ذلك.
تم توجيه المهمة لإنجازها على أربع مراحل:
1. في نوفمبر وديسمبر 1956، سهّلت القوة الانتقال المنظم في منطقة قناة السويس عندما غادرت القوات البريطانية والفرنسية.
2. من ديسمبر 1956 إلى مارس 1957، سهّلت القوة فصل القوات الإسرائيلية والمصرية والإخلاء الإسرائيلي من جميع المناطق التي احتلتها خلال الحرب، باستثناء غزة وشرم الشيخ .
3. في مارس 1957، سهّلت القوة رحيل القوات الإسرائيلية من غزة وشرم الشيخ.
4. نشر على طول الحدود لأغراض المراقبة. انتهت هذه المرحلة في مايو 1967.

نظرًا للقيود المالية والاحتياجات المتغيرة، تقلصت القوة عبر السنين إلى 3,378 فرد بحلول انتهاء مهمتها في مايو 1967.
في 15 مايو 1967، أمرت الحكومة المصرية جميع قوات الأمم المتحدة بالخروج من سيناء بشكل فوري. ثم حاول الأمين العام يو ثانت إعادة نشر قوة الأمم المتحدة في المناطق الواقعة داخل الجانب الإسرائيلي من خطوط الهدنة لعام 1949 للحفاظ على المنطقة العازلة، لكن إسرائيل رفضت ذلك. تم إجلاء معظم القوات بحلول نهاية مايو، ولكن تم القبض على 15 من قوات الطوارئ في عمليات قتالية وقتلوا في حرب الأيام الستة 1967، وغادر آخر جندي من الأمم المتحدة المنطقة في 17 يونيو 1967.

## الصلاحيات
تضمنت صلاحيات قوة الطوارئ مراقبة انسحاب القوات المسلحة لبريطانيا العظمى وفرنسا وإسرائيل من الأراضي المصرية، ثم العمل كقوة عازلة بين القوات المسلحة لإسرائيل ومصر. بالإضافة إلى ذلك، تم تكليفهم بمهمة الرقابة العامة على قناة السويس، وكانت الوحدة التي تتخذ من شرم الشيخ مقراً لها، هي التي تضمن مرور السفن الإسرائيلية عبر مضيق تيران دون عوائق.

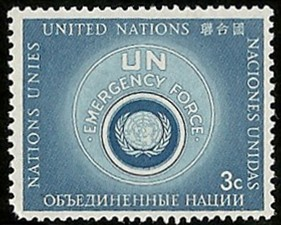
ختم بريد لقوة الطوارئ التابعة للأمم المتحدة

## القادة
- من نوفمبر 1956 إلى ديسمبر 1959 ، الليفتنانت جنرال إلم بيرنز (كندا)
- من ديسمبر 1959 إلى 19 كانون الثاني (يناير) 19 ، الفريق ب. س. جياني (الهند)
- يناير 1964 - أغسطس 1964 اللواء كارلوس ف. بايفا تشافيس (البرازيل)
- أغسطس 1964 - يناير 1965 العقيد لازار موسيكي (يوغوسلافيا) (بالنيابة)
- يناير 1965 - يناير 1966 الميجور جنرال سيسينو سارمينتو (البرازيل)
- يناير 1966 - يونيو 1967 اللواء إندار جيت ريخي (الهند)